# Kolencentrale Borssele
Kolencentrale Borssele (BS12), onderdeel van centrale Borssele, was een Nederlandse kolengestookte centrale, direct naast kerncentrale Borssele gelegen bij het dorp Borssele.
In 1976 kwam er naast de kerncentrale een conventionele elektriciteitscentrale met fossiele brandstoffen, voornamelijk olie en aardgas. De eerste en tweede oliecrisis maakten olie en gas een stuk duurder en in 1983 werd besloten de centrale geschikt te maken voor steenkool. Er kwam een nieuwe ketel met ketelhuis en schoorsteen van 170 meter hoog. Bij de stook van steenkool komt veel zwaveldioxide vrij, een bron van zure regen, en bij de centrale werd een van de eerste rookgas ontzwavelings-installaties in Nederland gebouwd. Met behulp van ongebluste kalk werd het zwavel uit de rookgassen worden ‘gewassen’ en gebonden tot gips.
De nieuwe centrale werd op 1 oktober 1987 officieel in gebruik genomen en vanaf 2000 werd er ook biomassa meegestookt. Eind 2011 werden twijfels over de continuïteit geuit. Vanaf 2013 wordt de uitstoot van koolstofdioxide (CO2) belast en komt een einde aan de subsidie op het bijstoken van biomassa. Volgens de eigenaren zal dit leiden tot een verlies van zo'n 30 miljoen euro op jaarbasis. Een omvangrijke revisie van de centrale die in 2013 zou plaatsvinden is geschrapt. Bij het conventionele centrale werkten in 2011 zo'n 130 personen, waarvan er 50 indirect aan de kolencentrale zijn verbonden.
DELTA heeft nog het voorstel gedaan de centrale om te bouwen met uitsluitend biomassa als brandstof. Hiervoor heeft DELTA één miljard euro aan overheidssteun gevraagd. Met het bereiken van het Energieakkoord was hiervoor geen geld beschikbaar waardoor de sluitingsdatum voor de kolencentrale op 1 januari 2016 is vastgesteld. Na een aantal ernstige incidenten, moest de centrale voortijdig sluiten op 24 november 2015. De kolencentrale stootte in 2015 iets meer dan 2 miljoen ton CO2 uit. 
In 2017 bleek dat zo'n 100 voormalige werknemers een nieuwe baan hebben gevonden of gebruik hebben gemaakt van een seniorenregeling. Eind 2015 waren er nog 55 medewerkers boventallig. Hiervan hebben de meesten EPZ verlaten met een ouderenregeling waardoor slechts vijf mensen nog geen nieuwe baan hebben.
Na het staken van de productie zijn de installaties schoongemaakt, waarbij onder andere steenkool, kalk, as, slakken en gips is verwijderd. De voorraad van 60.000 ton steenkool is verkocht en afgevoerd. Na de schoonmaak is in juli 2020 met de sloop van de kolencentrale begonnen. Vanwege de ligging naast de kerncentrale gebeurt dit zeer zorgvuldig en daardoor langzamer.